# Adam Rickitt
Adam Peter Rickitt (29 de maio de 1978) é um ator, cantor e modelo inglês. Rickitt é mais conhecido por interpretar Nick Tilsley na novela Coronation Street de 1997 a 1999, e sucessivamente de 2002 a 2004. Posteriormente, fez parte do supergrupo pop 5ª Story, criado no programa The Big Reunion.
Em 1999, Rickitt assinou um acordo de seis álbuns com a Polydor, embora tenha lançado apenas um, Good Times. O primeiro single, "I Breathe Again", alcançou o quinto lugar no Reino Unido e foi certificado como disco de prata pela BPI, por mais de 200 mil cópias vendidas.
Em 21 de setembro de 2007, Rickitt foi preso, acusado de roubar queijo, uma garrafa de molho e um pote de grãos de café, de um supermercado de Auckland. Durante uma entrevista ele alegou que estava bêbado no momento.
Em 2017, atuou na novela do Channel 4, Hollyoaks, interpretando a personagem regular Kyle Kelly. Em junho de 2020, encerrou sua participação, quando sua personagem tirou a própria vida.

## Vida pregressa
Rickitt nasceu em Crewe, o mais novo de quatro irmãos que cresceram em Cuddington, Eddisbury. Seu pai era co-proprietário de uma imobiliária. Rickitt foi educado na Sedbergh School, uma escola interna em Cumbria. Rickitt falou publicamente sobre sofrer de bulimia em sua adolescência e sobre como os homens afetados foram amplamente negligenciados.

## Carreira

### 1997–2004: Coronation Street e carreira musical
Antes de sua carreira de ator, Rickitt foi brevemente um modelo infantil. Posteriormente, modelou para revistas como Attitude e Cosmopolitan. Rickitt fez teste para a soap opera da ITV Coronation Street em 1997. Ele fez isso como uma brincadeira, nunca tendo assistido a um episódio, e seu agente disse que ele não conseguiria o papel. No entanto, ele foi escalado para o papel de Nick Tilsley e permaneceu na novela até 1999, retornando brevemente em 2002 e por um período mais longo de 2003 a 2004. Sua história mais famosa e controversa foi em 2003, quando seu personagem esteve envolvido no primeiro beijo gay da série com Todd Grimshaw (Bruno Langley).
Rickitt deixou Coronation Street em 1999 para iniciar uma carreira musical. Ele assinou um contrato de seis álbuns com a Polydor Records, embora tenha lançado apenas um álbum - Good Times (1999). O primeiro single de Rickitt, "I Breathe Again", alcançou o quinto lugar no Reino Unido e foi certificado como prata pela BPI. O álbum atingiu o número 41 no UK Albums Chart. Rickitt foi então dispensado.
Rickitt estrelou como Mark Cohen na turnê do Reino Unido de 2001 de Rent, antes de se mudar para o West End de Londres. Ele retornou ao palco de Londres para estrelar a produção de Bill Kenwright de Office Games, seguido por uma nova peça, Final Judgement, e também apareceu na peça de Nick Moran Telstar em turnê pelo Reino Unido em 2005.

### 2005–2010: empreendimentos políticos e Shortland Street
Em outubro de 2005, Rickitt foi aprovado como um candidato parlamentar em potencial para o Partido Conservador. Ele foi convidado para a política como uma forma de envolver os jovens na votação e admitiu que não tinha real intenção de progredir muito. Em fevereiro de 2006, ele apareceu no programa de debate político Question Time como convidado apartidário. Em maio de 2006, ele foi um dos 100 aspirantes a MPs escolhidos para a lista A do partido Conservador. No mês seguinte, ele apareceu no Sunday AM com Andrew Marr. Ele compareceu a funções nacionais e locais do partido Conservador na esperança de ser selecionado como candidato.
Ao lado de David Cameron, ele também provocou a ira de Sir Nicholas Winterton quando foi revelado que Rickitt estava sendo cotado para concorrer ao seguro assento conservador de Macclesfield, que o indignado Winterton representava há mais de trinta anos. Winterton respondeu que não tinha intenção de renunciar a este assento: "Desejo sorte a Adam, mas não há vagas aqui." Rickitt não teve sucesso em progredir em sua carreira política. De acordo com seu site, em julho de 2007, ele decidiu continuar sua carreira de ator na Nova Zelândia em vez de buscar seleção como candidato.
Em março de 2006, ele participou da série de reality show da Channel 4 The Games. Ele participou como substituto, depois que o concorrente programado, Goldie, teve que desistir, após um acidente. Rickitt sofreu dois olho roxos depois de girar demais no trampolim. Em dezembro de 2006, Rickitt apareceu em seu primeiro pantomima, Cinderella, no papel de Prince Charming no Theatre Royal de Norwich.
Rickitt se juntou ao elenco da soap opera da Nova Zelândia Shortland Street no início de 2007, interpretando o papel de Kieran Mitchell, com sua primeira aparição sendo exibida em 16 de março de 2007. Rickitt teve a oportunidade de ter liberdade criativa com o personagem, já que suas histórias não haviam sido totalmente formadas. O personagem foi escrito para fora da série em 2010, com o episódio final de Rickitt sendo transmitido em 2 de agosto de 2010. Seu episódio de morte teve altos índices de audiência para a novela. Ele havia dito que preferia seu papel em Shortland Street a trabalhar em Coronation Street.
Ele retornou à cena política em outubro de 2010 como repórter convidado para o programa de televisão matinal da ITV Daybreak cobrindo a Conferência do Partido Conservador de Birmingham, e hospedou uma festa gay na conferência. No entanto, em 2014, Rickitt concordou com um comentário de que o mundo seria um lugar melhor sem o partido conservador.

### 2014 – presente:DoctorseHollyoaks
Em 2014, ele se tornou parte do supergrupo 5th Story, que participou na segunda série de The Big Reunion, ao lado de Kenzie do Blazin' Squad, Dane Bowers do Another Level, Kavana e Gareth Gates. Rickitt voltou ao Reino Unido para continuar sua carreira de ator, e em 2016, fez uma participação especial em um episódio da BBC novela médica Doctors.
Ele então foi escalado na novela da Channel 4 Hollyoaks como o personagem regular Kyle Kelly. Deixou a novela em junho de 2020 quando seu personagem tirou a própria vida. Em junho de 2023, foi anunciado que Rickitt estaria retornando ao Doctors. Seu episódio foi ao ar em dezembro de 2023, onde ele interpretou Michael Harvey.

## Vida pessoal
Em 1999, durante uma apresentação no The Prince's Trust Party in the Park, um membro da plateia borrifou gás no palco enquanto Rickitt estava se apresentando. Rickitt desmaiou após inalar a substância e foi levado ao hospital. Ele tem um distúrbio autoimune chamado espondilite anquilosante, que o tornou infértil, com uma contagem de espermatozoides de dois. A doença causa a fusão das vértebras da coluna se permanecerem imóveis por muito tempo, então Rickitt se exercita por duas horas diárias.
Rickitt se casou com a apresentadora do Good Morning Britain, Katy Fawcett, em 2014. Em 2019, o casal assumiu uma loja de garrafas artesanais chamada Dexter and Jones na cidade de Knutsford, Cheshire.
Rickitt trabalhou para a Royal Society for the Prevention of Cruelty to Animals como gerente de apelos de capital. Ele saiu em 2013 para começar a trabalhar com a instituição de caridade de combate ao câncer Help Harry Help Others e como diretor executivo da fundação de saúde mental, a Caerus Partnership.

### Questões legais
Em 21 de setembro de 2007, Rickitt foi preso e acusado de furtar um bloco de queijo, uma garrafa de molho HP e um frasco de grãos de café de um supermercado em Auckland. Durante uma entrevista ao Herald on Sunday, ele afirmou que foi um erro honesto embora mais tarde tenha afirmado que estava bêbado no momento do incidente.
Em agosto de 2020, Rickitt dirigiu 600 metros sob a influência de álcool para buscar um takeaway.

## Filmografia
| Ano                  | Título                             | Papel           | Notas                        |
| -------------------- | ---------------------------------- | --------------- | ---------------------------- |
| 1997–1999, 2002–2004 | Coronation Street                  | Nick Tilsley    | Série regular; 301 episódios |
| 2001                 | Doctors                            | James Neville   | Episódio: "Sun God"          |
| 2005                 | Judge John Deed                    | Roy Storidge    | Episódio: "Popular Appeal"   |
| 2007–2010            | Shortland Street                   | Kieran Mitchell | Série regular; 400 episódios |
| 2010                 | Whatever Happened to Pete Blaggit? | Clive           | Filme                        |
| 2014                 | The Big Reunion                    | Ele mesmo       |                              |
| 2016                 | Doctors                            | Logan Flynn     | Episódio: "Dracula's Choice" |
| 2017–2020            | Hollyoaks                          | Kyle Kelly      | Série regular                |
| 2020                 | Hollyoaks Later                    | Kyle Kelly      | Especial de 2020             |

## Discografia

### Álbuns
| Título     | Detalhes do álbum                                                                             | Melhor posição em tabelas | Melhor posição em tabelas |
| Título     | Detalhes do álbum                                                                             | UK                        | SCO                       |
| ---------- | --------------------------------------------------------------------------------------------- | ------------------------- | ------------------------- |
| Good Times | - Primeiro e único álbum de estúdio - Lançamento: 18 de outubro 1999 - Formatos: CD, Cassette | 41                        | 68                        |

### Singles
| 1999                                                                                | "I Breathe Again"             | 5  | 16 | 6  | - UK: Prata | Good Times |
| 1999                                                                                | "Everything My Heart Desires" | 15 | —  | 16 |             | Good Times |
| 2000                                                                                | "The Best Thing"              | 25 | —  | 22 |             | Good Times |
| 2010                                                                                | "Tonight"                     | —  | —  | —  |             | —          |
| "—" denota um título que não apareceu nas paradas ou não foi lançado no território. |                               |    |    |    |             |            |